# Jane Vignery
Jane Vignery est une compositrice et pédagogue belge, née le 11 avril 1913 à Gand et morte le 15 août 1974 à Luttre. 

## Biographie
Jane Vignery est née Jeanne Émilie Virginie Vignery le 11 avril 1913 à Gand, au sein d'une famille de musiciens. Si son père est ingénieur, sa mère est Palmyre Buyst, pianiste, professeure de musique et compositrice, tandis que son grand-père, Émile Vignery, est également compositeur,.
Jane Vignery étudie au Conservatoire royal de Gand, dont elle est diplômée en théorie musicale en 1925, en harmonie en 1927 et en contrepoint et fugue en 1929.
Elle part ensuite se perfectionner à Paris, à l'École normale de musique, où elle est élève en violon et alto de Marcel Chailley, Jules Boucherit et Jacques Thibaud. Elle travaille aussi l'harmonie auprès de Nadia Boulanger et Jacques de La Presle, et l'analyse musicale avec Paul Dukas,,.
En 1941, elle participe au concours du Prix de Rome avec sa cantate La Lumière endormie, mais le concours est interrompu en raison de la Seconde Guerre mondiale,. Du fait d'une fatigue musculaire incurable, elle doit abandonner sa carrière de violoniste et se consacre alors à la composition ainsi qu'à l'enseignement,.
En 1942, Vignery reçoit le prix Émile Mathieu pour sa Sonate pour cor et piano,. Elle est aussi lauréate du prix Irène-Fuerison pour sa Sonate pour violon et piano.
En 1945, elle est nommée professeur d'harmonie au Conservatoire royal de Gand, où elle forme dès lors de nombreux élèves,.
Jane Vignery meurt le 15 août 1974 lors d'un tragique accident de train se produisant sur la ligne ferroviaire Charleroi – Bruxelles – Anvers, à Luttre,.
Esthétiquement, la compositrice déclarait concernant son art : « la musique est de l'architecture en mouvement. La foi dans cette définition est à la base de ma pensée musicale ».

## Œuvres
Parmi ses œuvres, figurent notamment :
- Sonate pour cor et piano, op. 7, composée pour Maurice Van Bocxsteale, professeur de cor au Conservatoire de Gand, et publiée en 1948 par Brogneaux[4] ;
- Sonate pour violon et piano, op. 8.